# (7780) Maren
(7780) Maren est un astéroïde de la ceinture principale.

## Description
(7780) Maren est un astéroïde de la ceinture principale. Il fut découvert le 15 juillet 1993 à l'observatoire Palomar par Eleanor Francis Helin et Jack B. Child. Il présente une orbite caractérisée par un demi-grand axe de 2,53 UA, une excentricité de 0,13 et une inclinaison de 11,1° par rapport à l'écliptique.

## Compléments